# Heteranthoecia guineensis
Heteranthoecia guineensis är en gräsart som först beskrevs av Adrien René Franchet, och fick sitt nu gällande namn av Robyns. Heteranthoecia guineensis ingår i släktet Heteranthoecia och familjen gräs. Inga underarter finns listade i Catalogue of Life.